# Алиев, Расим Мамедали оглы
Расим Алиев (азерб. Əliyev Rasim Məmmədəli oğlu; 16 августа 1984 — 9 августа 2015) — азербайджанский журналист и правозащитник, глава Института свободы и безопасности репортёров (IRFS). После футбольного матча между командами Кипра и Азербайджана Алиев раскритиковал игрока национальной сборной Джавида Гусейнова за «невоспитанность». Позже Алиева заманили на встречу якобы с целью примирения с кем-то, кто представился родственником Гусейнова, где журналист был жестоко избит несколькими лицами. Алиев скончался в больнице на следующий день, за неделю до своего 31-летия.

## Деятельность
Расим Алиев родился 16 августа 1984 года. Он был выпускником Азербайджанской государственной нефтяной академии.
Алиев работал в Институте свободы и безопасности репортёров (IRFS) с 2007 года, став его председателем в октябре 2014 года. На начальных этапах своей карьеры в IRFS Алиев проводил журналистские расследования в области прав человека и наблюдал за местными судами Азербайджана. Алиев подвергался все возрастающему давлению со стороны оппонентов IRFS, и в 2013 году был избит. Инцидент был сфотографирован, и это фото стало широко известным.
В 2010 году его наняли редактором в «Объектив ТВ» (Objective TV) — независимый источник новостей в интернете, который регулярно освещал вопросы, касающиеся прав человека. В августе 2014 года правоохранительные органы Азербайджана принудительно закрыли телеканал «Объектив ТВ».
В июле 2015 года Алиев опубликовал фотографии жестокости полиции, после чего ему неоднократно угрожали расправой и шантажировали. Впоследствии он обратился в правоохранительные органы за защитой, но его запрос так и не был удовлетворён.

## Смерть
После футбольного матча, состоявшегося на Кипре между азербайджанской командой «Габала» и кипрской командой «Аполлон» (Лимасол), Расим Алиев раскритиковал Джавида Гусейнова, игрока национальной сборной Азербайджана, за то, что он размахивал турецким флагом перед кипрскими болельщиками и показал нецензурный жест. В своём сообщении в Facebook Алиев потребовал запретить Гусейнову играть в футбол. Он также назвал Гусейнова «аморальным и невоспитанным» за такой жест.
В Баку Алиеву позвонил мужчина, представившись родственником Гусейнова и выразил гнев за его критику в адрес футболиста. Позже Алиев согласился встретиться с этим человеком в знак примирения, но на месте встречи его схватили на улице шестеро мужчин, жестоко избили, пинали ногами около 40 секунд, и ограбили. Алиев был доставлен в больницу, где у него диагностировали сломанные рёбра и повреждение уха, но никаких внутренних повреждений, и он дал интервью средствам массовой информации. Его состояние ухудшилось за ночь и ему удалили селезёнку. Он скончался 9 августа 2015 года, на следующий день после нападения, от внутреннего кровотечения.
Хотя нападавшие, скорее всего, были футбольными фанатами, коллеги Алиева советовали воздерживаться от упрощённых объяснений, предположив, что нападение могло быть политически мотивированным. Институт свободы и безопасности репортёров также заявил, что врачи «отказались поставить [Алиеву] объективный диагноз и поместить его под серьёзное медицинское наблюдение в отделение интенсивной терапии», что они объясняют вероятным давлением со стороны властей Азербайджана.

## Международное осуждение
Смерть Расима Алиева вызвала осуждение во всем мире со стороны многих международных организаций, включая Европейскую федерацию журналистов, Международную федерацию журналистов, Международную ассоциацию пресс-клубов, Институт свободы и безопасности репортёров, организации Sport for Rights и Index for Censorship. Генеральный директор ЮНЕСКО Ирина Бокова осудила нападение и потребовала тщательного расследования его смерти. Представитель ОБСЕ Дунья Миятович осудила нападение в письме президенту Азербайджана Ильхаму Алиеву: «Последняя трагическая смерть Расима Алиева для всех нас должна быть напоминанием того, что надо что-то делать». Наталья Нозадзе, представитель Amnesty International, призвала Ильхама Алиева и правительство Азербайджана «незамедлительно провести действительно тщательное, независимое и беспристрастное расследование смерти Расима Алиева. Свобода слова в Азербайджане уже находится на жизнеобеспечении. Властям необходимо действовать сейчас и эффективно защищать журналистов, подвергающихся риску, чтобы эта свобода не исчезла».

## Суд и приговоры
31 мая 2016 года суд вынес приговор лицам, причастным к убийству Расима Алиева. Эльшан Исмаилов получил 13 лет лишения свободы, Ариф Алиев — 12,5, Джамал Мамедов — 11, Самир Мустафаев и Кянан Мадатов — по 9, а футболист Джавид Гусейнов — 4 года.

## Личная жизнь
Расим Алиев был помолвлен и собирался жениться. У него была одна сестра.